# Real (álbum de The Word Alive)
Real es el tercer álbum de estudio de la banda estadounidense de metalcore The Word Alive. Fue lanzado el 10 de junio de 2014 a través de Fearless Records y fue producido por Cameron Mizell y John Feldmann. Es el primer álbum que presenta al baterista Luke Holland.

## Antecedentes
El vocalista Tyler Smith habló sobre el sonido del álbum en una entrevista, afirmando que incluiría algunas de las canciones más pesadas que jamás han escrito y algunas de las más melódicas, sin voces agudas en algunos temas. El 20 de diciembre de 2013, la banda publicó la primera actualización de estudio para su próximo álbum, que detallaba el sonido de las guitarras.

## Lista de canciones
| N.º | Título                        | Duración |  |
| 1.  | «Play the Victim»             | 4:19     |  |
| 2.  | «Never Forget»                | 3:31     |  |
| 3.  | «Broken Circuit»              | 3:54     |  |
| 4.  | «Light House»                 | 3:19     |  |
| 5.  | «The Fortune Teller»          | 3:52     |  |
| 6.  | «Glass Castle»                | 3:50     |  |
| 7.  | «94th St.»                    | 3:46     |  |
| 8.  | «Your Mirage»                 | 3:59     |  |
| 9.  | «Terminal»                    | 4:01     |  |
| 10. | «The Runaway»                 | 3:20     |  |
| 11. | «To Struggle and Claw My Way» | 3:06     |  |
| 12. | «Collapsing»                  | 4:18     |  |

| Bonus track (Japón) |                            |          |  |
| N.º                 | Título                     | Duración |  |
| 13.                 | «Pull Us Out of the Grave» | 2:47     |  |

| Bonus track (Europa) |                 |          |  |
| N.º                  | Título          | Duración |  |
| 13.                  | «Exit Strategy» | 3:39     |  |

## Posicionamiento en lista
| Lista (2014)                          | Posición |
| ------------------------------------- | -------- |
| Estados Unidos (Billboard 200)        | 33       |
| Estados Unidos (Top Rock Albums)      | 12       |
| Estados Unidos (Top Hard Rock Albums) | 4        |
| Estados Unidos (Independent Albums)   | 7        |
| Estados Unidos (Digital Albums)       | 22       |

## Personal
The Word Alive
- Tyler Smith - voz principal, teclados
- Tony Pizzuti - guitarras, coros, teclados, programación, bajo
- Zack Hansen - guitarras, coros, teclados, programación,
- Daniel Shapiro - bajo, coros
- Luke Holland - batería, percusión